# 夏姫 (秦孝文王)
夏姫（かき）は、中国戦国時代の秦の孝文王の側室の一人で実子の荘襄王即位後に秦の王太后となる。姓および諱や生地は共に不明。始皇帝嬴政の祖母。

## 経歴
昭襄王26年（紀元前281年）、昭襄王の後の太子安国君こと公子柱（後の孝文王）の妾として、異人（後の荘襄王）を産むが寵愛を失い、異人は趙への人質として趙の邯鄲に送られる。
安国君には夏姫の産んだ異人の他にも20人近い公子が居たが、呂不韋の活動により安国君の正室である華陽夫人に異人が養子として迎えられ、次の秦の太子となる事が決まる。
孝文王元年（紀元前250年）、孝文王が即位後3日で薨去して子楚が荘襄王として即位すると、子楚の養母である華陽夫人が華陽太后となり、生母の夏姫も夏太后と呼ばれることになる。
秦王政7年（紀元前240年）、薨去。

## 陵墓
陵墓は2006年に発見された陝西省西安市長安区南郊にある神禾塬大墓（秦始皇祖母陵）と推定される。
孝文王の陵墓である寿陵（現在の陝西省西安市臨潼区）には正室の華陽夫人が合葬されることが決まっており、先に亡くなっていた子の荘襄王は芷陽（現在の陝西省西安市長安区）に埋葬されていた。夏太后は東に我が子の墓を西に我が夫の墓を望める地への埋葬を希望し、そこに自らが埋葬される事でその地が百年の後に万戸の城邑として栄える事を預言したと言う。
墓の総面積は105ヘクタール。南北550メートル、東西310メートルで秦の景公の陵墓である秦公1号墓に次ぐ第二の規模である。
なお、夏太后の墓から出土したテナガザルの骨は、すでに絶滅した新種だとされている。